# Ispirazione

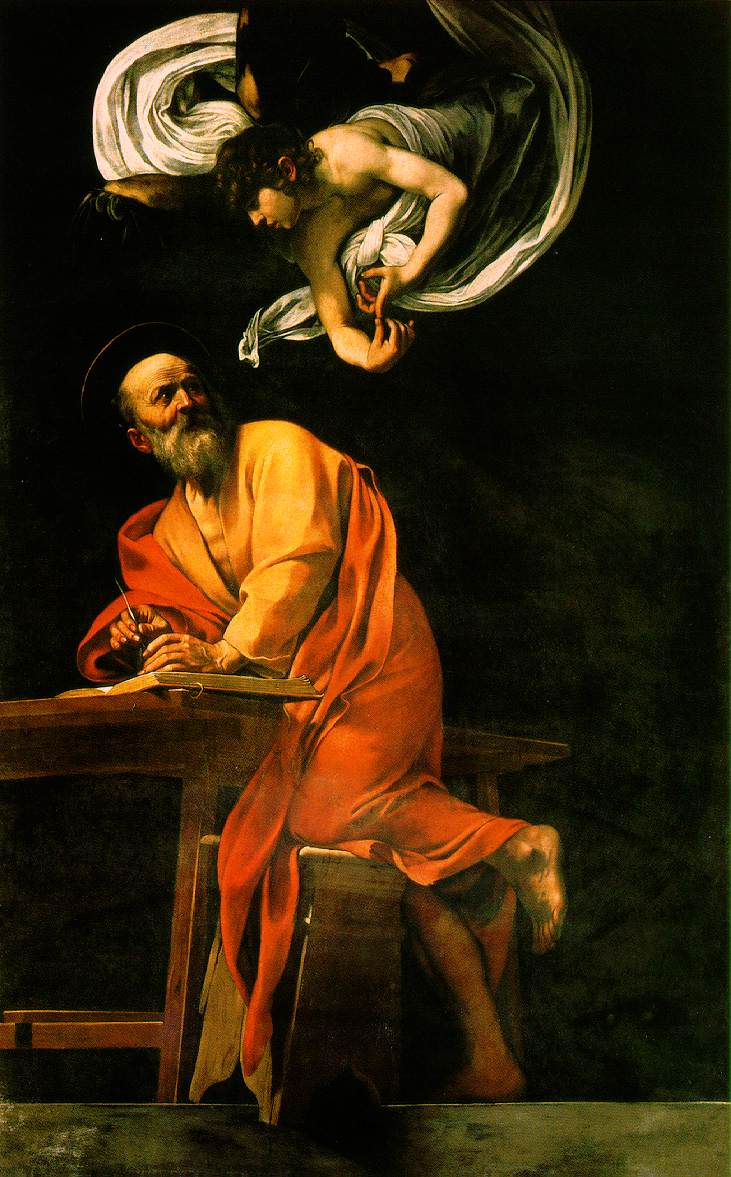
San Matteo ispirato dall'angelo (Caravaggio, 1602)

Con il termine ispirazione si intende un particolare stato della mente, dei sentimenti e della volontà, suscitato da forti motivazioni o impulsi, che consentono a un individuo di affinare le proprie capacità intuitive, o lo spingono a dar vita a forme intense di creatività ed espressività.
In molte culture, come attesta anche la stessa etimologia del termine (attinente al respiro, cioè al soffio vitale), si ritiene che l'ispirazione consista nell'intevento di uno spirito divino o soprannaturale, che rende possibile ad una persona la rivelazione di particolari verità, o l'accesso a dimensioni non percepibili dagli altri. Generalmente l'ispirazione presuppone nel soggetto che la sperimenta particolari predisposizioni che possono variare nelle differenti culture.

## Ispirazione artistica

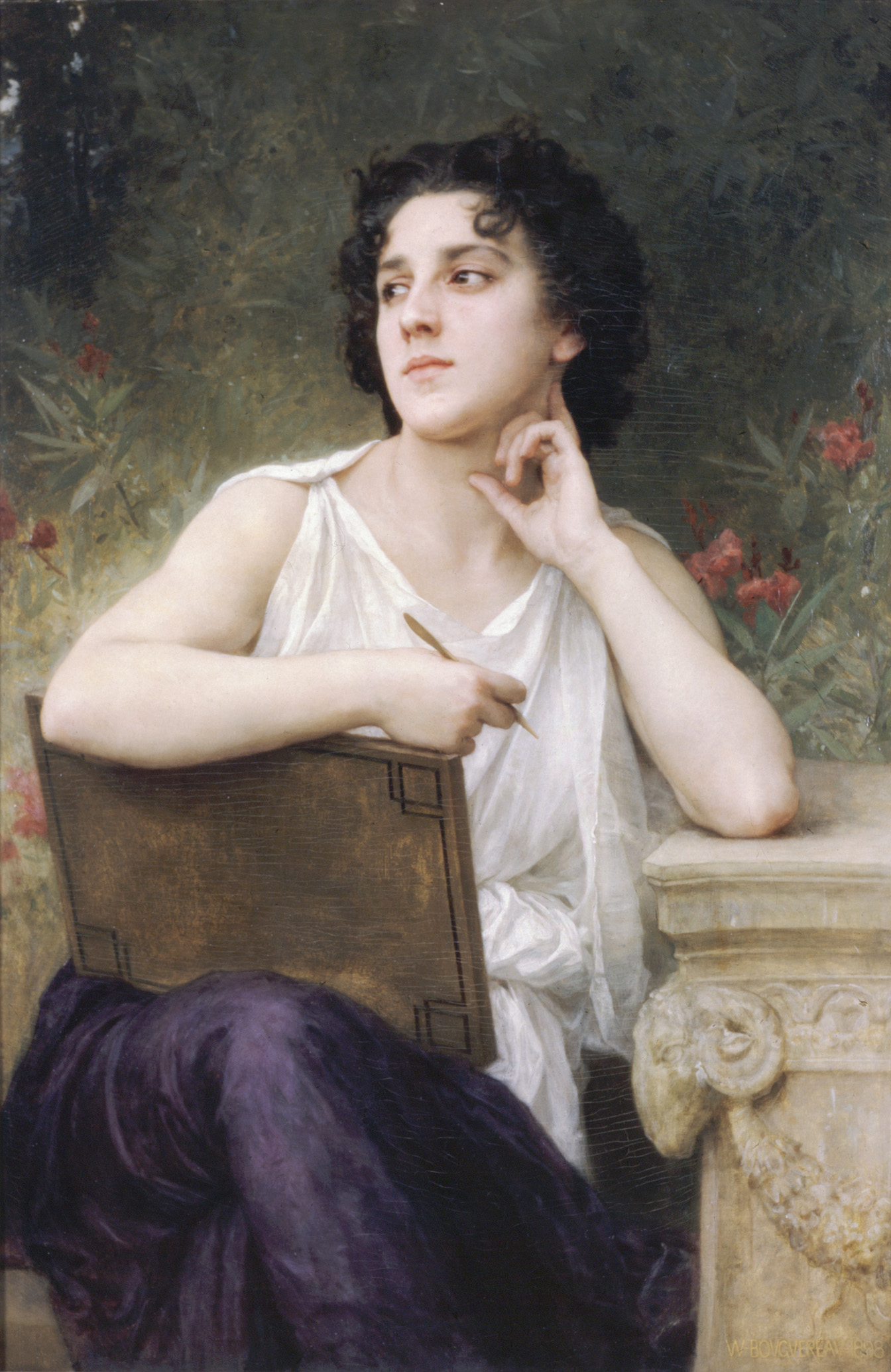
William-Adolphe Bouguereau (1825-1905) - L'ispirazione (1898)

Per quanto riguarda le composizioni artistiche, l'ispirazione si riferisce ad una irrazionale ed incomprensibile esplosione di creatività. Letteralmente il termine significa "respirare su" ed ha le sue origini in Grecia. Nelle prime discussioni sull'ispirazione (nelle opere di Omero e di Esiodo) è fondamentale l'importanza riconosciuta al respiro di Dio. L'oracolo di Delfi, per esempio, così come altre sibille, riceveva dei vapori considerati divini da una caverna sacra ad Apollo prima di pronunciare la profezia.
Secondo il pensiero greco, che univa arte e religione, un poeta era ispirato quando cadeva in estasi e veniva trasportato al di fuori della sua mente, a contatto con le idee iperuranie di Dio.
Le divinità che concedevano l'ispirazione erano le Muse, guidate da Apollo.
Per i poeti italiani del Dolce stil novo le Muse ispiratrici erano invece le proprie dame, donne trasfigurate in creature angeliche, simbolo di un ideale irraggiungibile.
Il concetto di "ispirazione" come fenomeno mistico fu ripreso in Inghilterra, nel XVIII secolo, dalla nascente psicologia. Il filosofo John Locke, invece, descrisse l'ispirazione come un'eco mentale di idee che si richiamavano a vicenda.
Secondo i romantici l'ispirazione era causata dal genio, una specie di "dio interno" al poeta che fungeva appunto da fonte di ispirazione.
Gli scrittori romantici, come Edgar Allan Poe, Ralph Waldo Emerson e Percy Bysshe Shelley descrivevano l'ispirazione in termini molto simili a quelli dei Greci, ovvero come qualcosa di misterioso ed irrazionale.  Era il genio che parlava dentro di loro che si limitavano a riportare per scritto quanto sentito. Tuttavia Emerson, nel suo saggio sull'"Ispirazione" parlava anche di modalità pratiche attraverso cui l'ispirazione sarebbe stata resa possibile o facilitata, come la vita in solitudine, la conversazione, ecc. In alcuni casi Samuel Taylor Coleridge parlava addirittura di scrittura automatica (sperimentata anche, molti anni più tardi, da William Butler Yeats).
Sigmund Freud e gli psicologi successivi consideravano l'ispirazione localizzata all'interno della psiche dell'artista, grazie alla quale potevano riemergere conflitti psicologici non risolti o traumi infantili. L'ispirazione secondo Freud proveniva direttamente dal subconscio. Proprio per questo i surrealisti annotavano i momenti di ispirazione in diari o tramite la scrittura automatica, in quanto desiderosi di raggiungere la vera sorgente dell'arte.
Secondo Carl Gustav Jung l'artista è l'unico che dentro di sé porta ancora le tracce di una memoria razziale non acquisita con l'esperienza ma derivante dal patrimonio genetico, ed è colui che sente con maggiore forza, e quindi è in grado di esprimerlo, il conflitto tra l'"anima" primitiva e l'ego civilizzato. Per questo l'ispirazione si configura di nuovo come una sorta di "genio" che riesce a portare alla luce quanto è nascosto. Gli artisti che hanno seguito il pensiero di Jung hanno dato enfasi soprattutto al primitivismo e allo studio dell'arte e dei miti preistorici.
Secondo i filosofi materialisti l'ispirazione rappresenta il conflitto tra la base economica e le posizioni sovrastrutturali economiche, oppure un dialogo inconsapevole tra ideologie in competizione, o anche lo sfruttamento di una "fessura" nell'ideologia della classe dominante. Comunque, in ognuno di questi casi, l'ispirazione è propria di quegli artisti particolarmente predisposti a percepire i segnali di una crisi esterna.
Nella moderna psicologia l'ispirazione non è studiata frequentemente, ma è generalmente vista come un processo interamente interiore.

## Ispirazione biblica
Nelle religioni monoteiste (ebraismo, Cristianesimo, islam) l'ispirazione è considerata alla base dei libri sacri, ritenuti rivelati da Dio. Nel cristianesimo l'ispirazione è considerata come una forma di cooperazione tra agiografo e Dio, mentre nell'islam si insiste sul concetto di ispirazione verbale, ovvero dettatura di Dio al suo profeta.